# SG-1000
Vous lisez un « article de qualité » labellisé en 2017.
La SG-1000 (エスジー・セン, Esujī Sen), également connue sous le nom Sega Game 1000, est une console de jeux vidéo de troisième génération conçue et commercialisée par le constructeur japonais Sega Enterprises, Ltd. La console marque l'entrée de Sega dans le jeu vidéo à domicile et constitue une base pour la plus fructueuse Master System. Dévoilée en 1983, la SG-1000 sort le même jour que la Famicom de Nintendo au Japon. Elle est mise sur le marché sous plusieurs formes, comprenant l'ordinateur SC-3000 et la version redessinée SG-1000 II lancée en 1984.
Développée en réponse à un ralentissement du marché des salles d'arcade en 1982, la SG-1000 est créée sur les conseils de Hayao Nakayama, président de Sega of Japan. En compétition directe avec la Famicom, la SG-1000, pourtant plus faible technologiquement, réalise une première année d'exploitation meilleure que prévu, en raison des problèmes techniques que rencontre la console de Nintendo. Peu de temps après sa sortie, Sega est vendu à CSK Corporation et il s'ensuit le lancement du modèle SG-1000 II.
En octobre 1985, Sega sort la Mark III, dont les caractéristiques techniques rivalisent désormais avec la Famicom, même si elle est rétrocompatible avec les autres jeux édités sur les deux précédentes versions de la console. Celle-ci laisse place à la Master System dès l'année suivante en raison de sa sortie aux États-Unis.
Malgré des débuts prometteurs, la SG-1000 connait une performance commerciale décevante au Japon puisque seuls deux millions d'exemplaires sont vendus, le marché étant dominé par la Famicom, et fragmenté par la présence de nombreuses consoles. Si les observateurs jugent qu'elle n'a pas fondamentalement marqué l'histoire de l'industrie vidéoludique, la SG-1000 contribue à forger une communauté de passionnés autour d'elle et de Sega.

## Historique

### SG-1000: la première console de salon de Sega

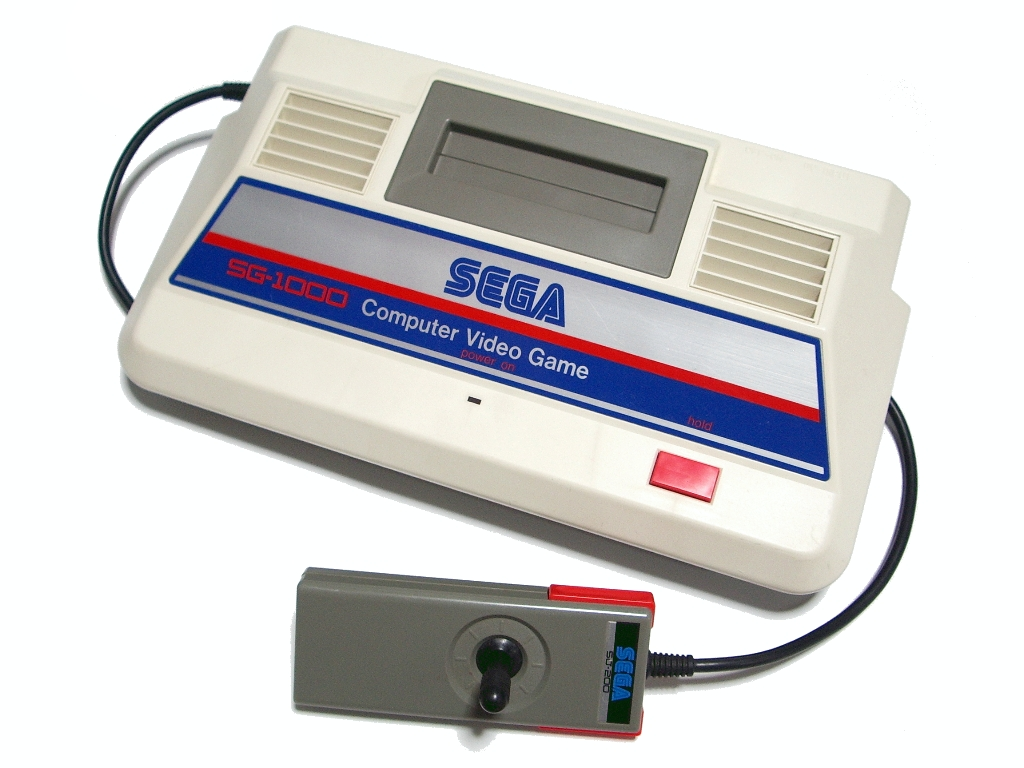
La SG-1000 et son joystick SJ-200.

Au début des années 1980, Sega Enterprises, Inc., une filiale de Gulf & Western Industries, est l'un des cinq plus grands fabricants de jeux d'arcade en activité aux États-Unis, les revenus de l'entreprise s’élèvent à 214 millions de dollars à cette époque. Un ralentissement de l'arcade à partir de 1982 mais aussi, le décès de son dirigeant Charles Bluhdorn affaiblit sérieusement la société, et conduit Gulf+Western à vendre sa structure nord-américaine de fabrication d'arcades et les droits des licences pour ses jeux d'arcade à Bally Manufacturing,. La compagnie conserve la gestion du département nord-américain de recherche et développement de Sega, ainsi que sa filiale japonaise, Sega of Japan. Avec son activité d'arcade en déclin, les dirigeants de Gulf & Western se tournent vers le président de Sega of Japan, Hayao Nakayama, pour obtenir des conseils sur la façon de procéder. Nakayama préconise que la société tire profit de son expérience matérielle acquise grâce des années de travail dans l'industrie de l'arcade, afin d'entrer dans le marché des consoles de salon au Japon, un secteur qui en est alors à ses balbutiements. Nakayama reçoit l'autorisation d’œuvrer à ce projet, conduisant à la sortie, en juillet 1983, de la première console de jeux vidéo de Sega, la SG-1000.
Elle sort le 15 juillet 1983 au Japon, où elle est vendue à 15 000 yens, soit moitié moins cher que l'ordinateur SC-3000. Le lancement se déroule le même mois que la sortie de la Famicom de Nintendo au Japon. Les premiers jeux publiés sont Borderline, Safari Hunting et N-Sub, des adaptations issues des jeux fonctionnant sur les bornes d'arcade Vic Dual, qui disposent du même processeur que la SG-1000 : ces jeux sont alors vieux de trois ans. La SG-1000 est lancée plus tard en Australie par John Sands Electronics, ainsi qu'en Italie, en Espagne, en Afrique du Sud et dans d'autres pays, moyennant des prix d'importation très élevés,.
Si la SG-1000 est dans l'ensemble considérée comme un échec commercial, ses débuts sont un succès. En effet, malgré une Famicom technologiquement plus avancée et des jeux de qualité, comme Donkey Kong, Donkey Kong Jr. et Popeye, la console de Nintendo souffre d'un circuit imprimé défectueux, contraignant la firme japonaise à rappeler les consoles vendues et à interrompre la production. Ambitionnant d'écouler 50 000 exemplaires de sa SG-1000 pour sa première année d'exploitation, Sega en vend finalement 160 000, grâce aux déboires de son rival.
Peu après le lancement de la SG-1000, Gulf & Western commence à céder ses activités non stratégiques à la suite de la mort de son fondateur Charles Bluhdorn. Ainsi, Nakayama et l'ancien PDG de Sega David Rosen organisent un rachat de la direction de la filiale japonaise en mars 1984 pour 8 millions de dollars avec le soutien financier de CSK Corporation, une société japonaise de logiciels de premier plan. Nakayama s’installe ensuite comme chef de la direction de Sega Enterprises, Ltd,.

### SC-3000

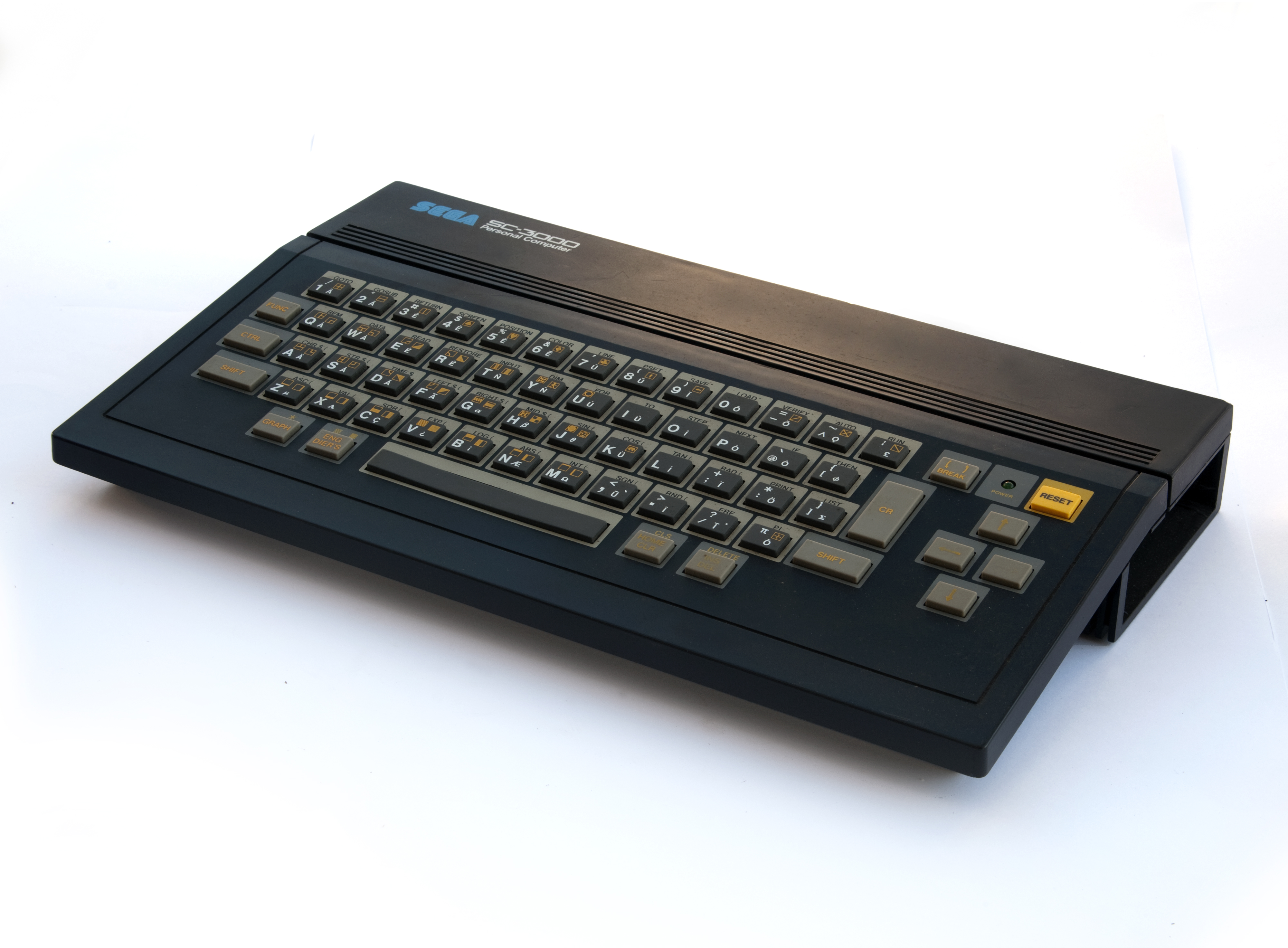
La SC-3000.

Initialement, Sega prévoit de sortir d'abord le SC-3000, un ordinateur destiné aux débutants, mais l'entreprise japonaise prend connaissance des ambitions de Nintendo de développer une console dédiée exclusivement aux jeux vidéo. Reportant ce premier projet, Sega adapte sa SC-3000 en remplaçant le clavier par un joystick, le clavier devenant un simple périphérique (appelé SK-1100).
Le SC-3000,, un ordinateur doté d'un clavier intégré comprenant la SG-1000, est mis sur le marché par Sega. Il est également connu sous le nom Sega Computer 3000, et connait une version améliorée dénommée SC-3000H. Celle-ci est vendue avec une mémoire accrue (8 kbit au lieu de 2) dans sa version d'importation,.

### SG-1000II

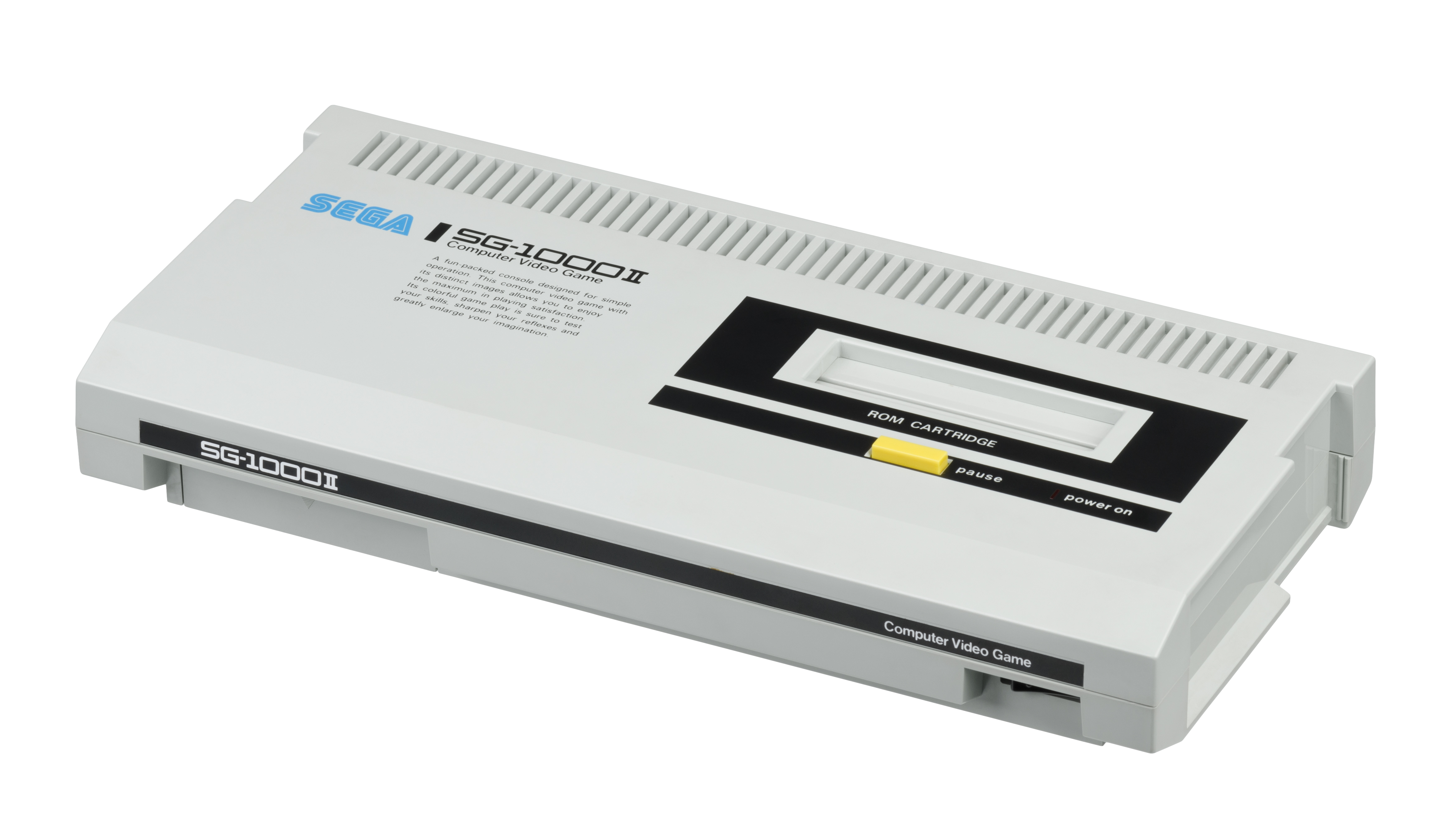
La SG-1000 II.

Après le rachat en mars 1984, Sega sort en juillet de la même année une autre console, la SG-1000 II (ou Mark II), vendue 15 000 yens. Elle présente quelques modifications matérielles du modèle d'origine, et propose notamment des manettes de jeu et un clavier SK-1000 détachables,, ainsi que la possibilité de lire des jeux sur Sega Card. Le port de branchement du clavier est déplacé à l'avant de la console et les ports pour les manettes, à l'origine placés sur le côté, sont désormais à l'arrière. Plusieurs composants, dont le processeur vidéo, sont remplacés par une puce tout-en-un. La rivalité avec la Famicom n'est alors pas favorable à la SG-1000 II : celle-ci affiche des sprite monochromatiques, alors que la Famicom affiche des sprite plus colorés et des graphismes plus lisses. Un point de comparaison peut être trouvé avec le portage de Congo Bongo : la version pour la console de Sega abandonne notamment la vue isométrique très répandue dans les jeux d'arcade de l'époque, donnant alors un avantage à Donkey Kong. De plus, Nintendo n'hésite pas à collaborer avec des développeurs tiers comme Namco et à obtenir des licences, comme Pac-Man, Mappy et Xevious, quand Sega préfère reprogrammer elle-même les jeux issus de licences.
En 1985, Hideki Sato, souhaitant remplacer les cartouches qui lui font penser à des pierres tombales, développe la Sega Card, moins chère à produire et qui stocke les jeux sur des mini-puces de deux millimètres d'épaisseur. Les jeux sont alors lisibles par l'intermédiaire d'un nouveau périphérique, le C-1000 Card Catcher. L'utilisation de cette technologie entraîne le report de la plupart des jeux prévus pour cette année, mais Sega décide de reprendre les cartouches pour ses prochaines consoles.

### MarkIII

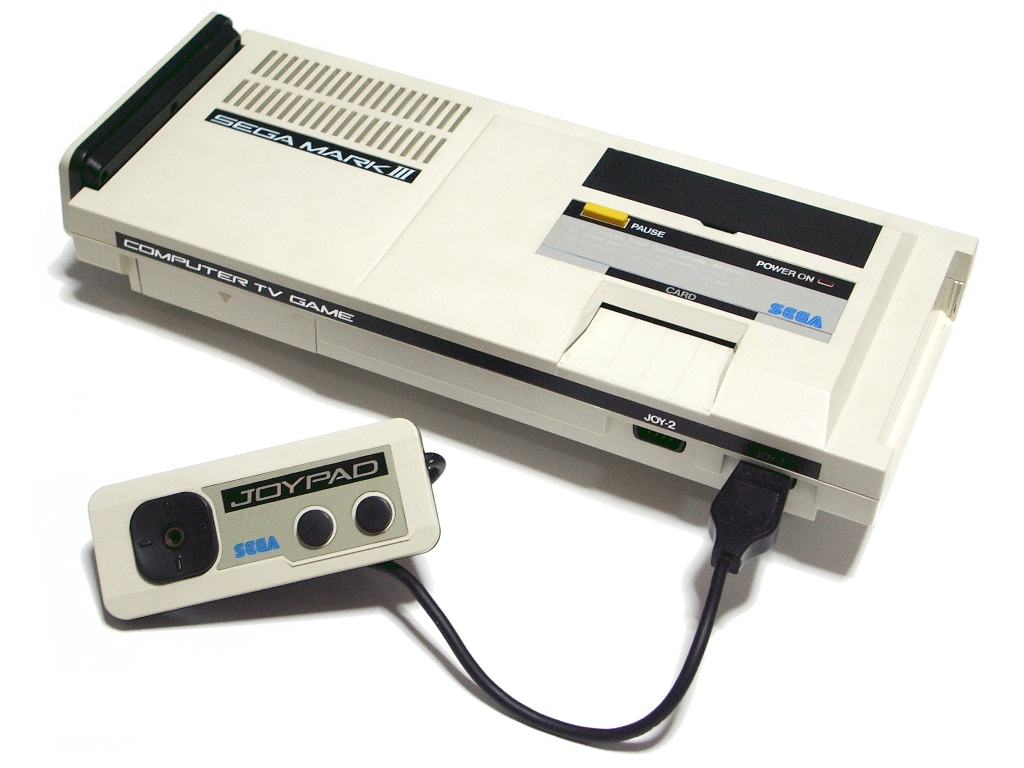
La Sega Mark III et sa manette.

Même si la SG-1000 II ne se vend pas bien, Sega continue à travailler sur le matériel de jeu utilisé pour ce système. Cela aboutit à la sortie de la Sega Mark III (SG-1000 III) au Japon en octobre 1985, qui devient plus tard la Master System à travers le monde. La Mark III dispose du même processeur que les bornes d'arcade System 2 de Sega, lui permettant de rivaliser avec la Famicom. La console est rétrocompatible avec les jeux édités sur les anciennes versions de la SG-1000 : ceux-ci sont publiés dans des boîtes bleus, quand les jeux spécifiques à la Mark III sont publiés dans des boîtes rouges.
La dernière cartouche publiée pour le système est Portrait of Loretta, sortie le 18 février 1987. Finalement, la Mark III permet à Sega de prendre la deuxième place du secteur vidéoludique, avec 10 % de parts de marché, loin derrière Nintendo. La SG-1000 s'est écoulée à deux millions d'exemplaires à travers le monde.

## Spécifications techniques

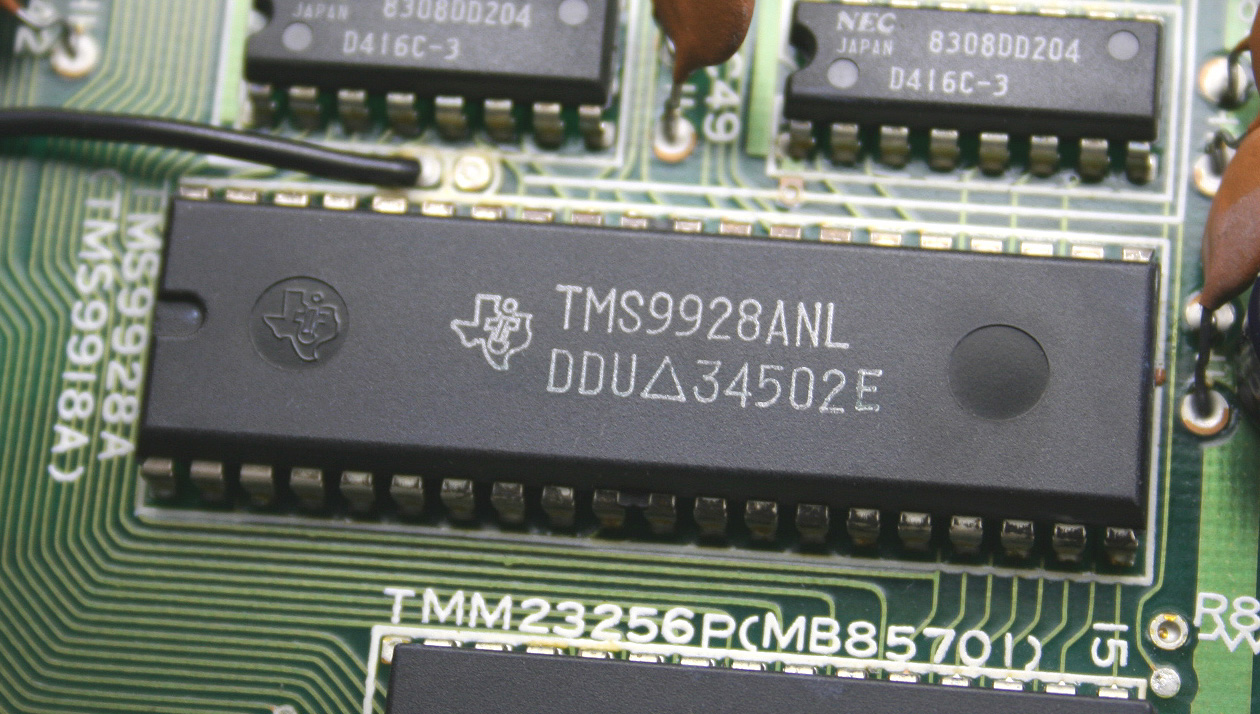
Processeur vidéo TMS9928A utilisé dans la SG-1000.

Hideki Sato, le concepteur en chef de la SG-1000, est chargé de réfléchir sur les composants à utiliser pour la construction de la console. Celle-ci, destinée à être vendue à plusieurs dizaines voire centaines de milliers d'exemplaires, doit être équipée de composants peu coûteux et fiables, puisqu'elle doit pouvoir être utilisée au moins 500 heures par an. Ainsi, les composants utilisés sont des pièces déjà éprouvées et populaires sur le marché.
Le processeur central de la console est un Zilog Z80 8 bits cadencé à 3,58 MHz pour les modèles SG-1000 et SG-1000 II, dotée d'une mémoire vive de 8 kbit,. Le SC-3000 est doté d'un processeur cadencé à 4 MHz et d'une mémoire vive de 8 kbit,. Son processeur vidéo est un Texas Instruments TMS9928A, capable d'afficher jusqu'à 16 couleurs, et son générateur de son est un Texas Instruments SN76489. Ces trois puces sont également utilisées par la ColecoVision, qui comprend 8 kbit de mémoire vive et 16 kbyte de mémoire vidéo. Le contrôleur de jeu de la console est solidaire du système dans le modèle d'origine, il est détachable pour la version SG-1000 II. Les sorties vidéo et audio sont fournies par un commutateur RF. L'alimentation provient d'un connecteur à 9 V relié à un adaptateur secteur,,.
La série de consoles SG-1000 dispose de toute une panoplie de périphériques. Disponible au prix de 13 800 yens lors de sa sortie, le clavier SK-1100 se connecte via le slot d'extension de la console et est compatible avec tous les modèles de la console. Plusieurs contrôleurs sont également créés pour la console, notamment le joystick SJ-200 relié à la SG-1000, ainsi que la manette SJ-150, conçue pour être utilisée avec le SG-1000 II. Un volant de course connu sous le nom SH-400 est conçu pour des jeux tels que Monaco GP. Le C-1000 Card Catcher, un lecteur de carte mémoire permettant de jouer à des titres sur Sega Card en le connectant à la console, est également disponible et vendu au prix de 1 000 yens. Des accessoires supplémentaires spécifiques au SC-3000 existent, en particulier le magnétocassette SR-1000, l'imprimante couleur traceur SP-400 4, ou encore le dispositif d'extension SF-7000, qui ajoute un lecteur de disquette et de la mémoire supplémentaire. Cette dernière extension, la plus coûteuse de cette console (79 800 yens), est très peu vendue.

## Ludothèque

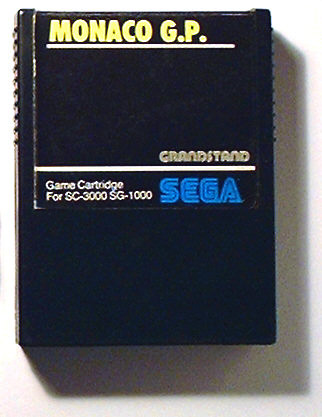
Cartouche de jeu SG-1000 de Monaco GP.

La ludothèque de la SG-1000 comprend 68 jeux sur cartouche standard et 29 jeux sur Sega Card, une partie d'entre eux étant conçus un à deux ans après l'abandon du système par Sega. Tous les jeux de la SG-1000 sont lisibles sur chacun des modèles de la console, bien que 26 jeux sur cartouches exigent la connexion du clavier ou l'ordinateur SC-3000. En outre, tous les titres de la console sont entièrement compatibles avec la Master System et sa déclinaison japonaise, la Sega Mark III. Les jeux de la SG-1000 comprennent Congo Bongo, Sega-Galaga, Girl's Garden, le premier jeu vidéo réalisé par Yuji Naka, le créateur de Sonic le hérisson et révélera Flicky, l'oiseau dans les jeux Sonic the Hedgehog. La ludothèque de la SG-1000 comprend également des titres sous licence, tels que Golgo 13. Le conditionnement et le manuel de jeu proposent du texte en japonais et en anglais jusqu'en 1984, année où les manuels deviennent uniquement disponibles en japonais et lors de laquelle la taille du boitier de jeu est réduite.
De plus, la SG-1000 s'appuie sur de nombreux jeux d'arcade de Sega, puisqu'elle adapte de grands succès comme Zaxxon et Buck Rogers: Planet of Zoom. Outre cela, Sega tente de rivaliser avec l'alliance entre Nintendo et Namco en s'associant avec le développeur Jaleco, qui conçoit les jeux Pop Flamer et Exerion. Enfin, Sega obtient des licences issues de l'univers du manga et de l'anime.
Divers comparatifs sont faits lors de l'apparition des jeux SG-1000 avec ceux qui sortent sur ColecoVision, et les graphismes des jeux sont critiqués par rapport à la sortie simultanée de la Famicom. Les contrôleurs de jeu sont également critiqués pour leur manque de réactivité. Par exemple, Chris Kohler, rédacteur pour Wired, déclare au sujet du jeu Flicky : « la gestion des sauts est si mauvaise que faire marche arrière vers la sortie est incroyablement difficile ».

## Variantes
La SG-1000 connaît trois autres consoles très similaires, comme la Pioneer TV Video Game Pack SD-G5, produite en 1983 et capable de lire des jeux SG-1000 ; l'Othello Multivision, conçue la même année par Tsukuda Original et disposant des mêmes fonctionnalités que la SC-3000 ; la Dyna 2-in-1, développée par la société taïwanaise Bit Corporation en 1983 et exportée aux États-Unis par Telegames sous le nom Telegames Personal Arcade. Cette dernière est capable de lire des jeux SG-1000 et ColecoVision. Enfin, GameTap, un service français de jeux vidéo en ligne, propose de jouer à des émulations de jeux SG-1000.
En Australie et en Nouvelle-Zélande, la SG-1000 vendue par John Sands and Grandstand Leisure Ltd dispose de la licence de Sega jusqu'en 1986 et voit se développer des jeux et des périphériques spécifiques au marché océanien, comme un synthétiseur vocal et un stylo lumineux.
Au Japon, un périphérique nommé TV Okaki consiste en une tablette graphique, permettant de projeter les dessins réalisés dessus sur l'écran de télévision. Son succès a laissé envisager une exportation de cet appareil sur les marchés occidentaux, mais dans ce cas précis, il n'a jamais dépassé le stade du prototype.
À Taïwan, un modèle nommé SG-1000 IV voit le jour. Très peu d'informations sont connues à propos de cette console, rebaptisée et distribuée par Aaronix, mais elle semble plus proche de la SG-1000 II que de la SG-1000 III,.

## Réception et postérité
La SG-1000 a un faible impact sur l'industrie du jeu vidéo. Damien McFerran, journaliste à Retro Gamer, estime que cette console est un « échec abject », même si, avec la SG-1000 II, elle est « l'ancêtre japonais de la Master System ». Chris Kohler, du magazine Wired, critique la mauvaise réactivité du joystick et l'absence de prise RCA. Selon lui, la date de sortie de la SG-1000 est la raison majeure de son échec : « Bien que ses graphismes soient de meilleure qualité que la plupart des consoles sur le marché, elle a eu le malheur d'être sortie lors du même mois que la Famicom de Nintendo, qui avait des killer application comme Donkey Kong et qui étaient bien meilleures que les jeux de Sega ». Kohler s'exprime rétrospectivement sur la notoriété de la SG-1000 et rappelle que « peu ont entendu parler de cette console, encore moins y ont joué, et les jeux n'étaient pas géniaux de toute façon ».
La SC-3000 laisse également peu de souvenirs aux utilisateurs japonais. En effet, il n'est pas pleinement compatible avec la nouvelle norme MSX alors largement répandue dans le parc d'ordinateurs personnels au Japon, d'autant que ces derniers s'avèrent plus puissants et moins chers que la SC-3000.
Néanmoins, Sega, en raison de son statut de concurrent vaincu face à Nintendo lors de ses débuts effectués avec la SG-1000, a permis de forger une communauté de passionnés autour de son histoire. Le jeu de rôle Segagaga, sorti au Japon sur Dreamcast en 2001, comporte d'ailleurs plusieurs références à la première console de Sega. En 2013, pour fêter le trentième anniversaire de la SG-1000, Sega édite un album de quatre CD comportant les musiques des jeux emblématiques de cette console.